# Белореченская ГЭС
Белореченская ГЭС — гидроэлектростанция на реке Белой в Краснодарском крае, у г. Белореченска. Входит в Белореченский каскад ГЭС, являясь его второй (нижней) ступенью. Собственник станции — ООО Лукойл-Экоэнерго.

## Конструкция станции
Белореченская ГЭС является деривационной гидроэлектростанцией с безнапорной подводящей деривацией, использующей для создания напора перепад высот между реками Белая и Пшиш (таким образом, схема станции подразумевает внутрибассейновую переброску стока). Станция не имеет крупного регулирующего водохранилища и работает по водотоку. Установленная мощность электростанции — 48 МВт, среднегодовая выработка электроэнергии — 216 млн кВт·ч.
Сооружения гидроэлектростанции разделяются на головной узел, деривацию и напорно-станционный узел. Головной узел (44°49′36″ с. ш. 39°47′21″ в. д.) расположен на реке Белой, предназначен для обеспечения забора воды в деривацию и очистки ее от наносов. Сооружения головного узла включают в себя:
- правобережную грунтовую насыпную плотину длиной 2668 м;
- левобережную грунтовую насыпную защитную дамбу длиной 1554 м и максимальной высотой 4 м;
- водосливную бетонную плотину длиной 84,1 м и максимальной высотой 9 м. Плотина имеет 7 водосливных пролётов шириной по 12 м, перекрытых сегментными затворами. Пропускная способность плотины 1715 м³/с при НПУ и 2051 м³/с при ФПУ;
- поверхностный четырёхпролётный водоприёмник, примыкающий к водосливной плотине слева. Пролёты перекрыты плоскими затворами.

Напорные сооружения головного узла образуют небольшое водохранилище с отметкой напорного уровня (НПУ) 101 м, к настоящему времени практически полностью заиленное.
Деривация состоит из:
- деривационного канала длиной 8641 м и пропускной способностью 130 м³/с. На протяжении 2207 м канал закреплён железобетонными плитами;
- консольного сброса в Ганжинского водохранилища;
- грунтовой насыпной плотины длиной 1700 м и высотой 15,5 м, перекрывающей балку. Плотина образует небольшое Ганжинское водохранилище, выполняющее функции бассейна суточного регулирования. Водохранилище имеет площадь 1,4 км², отметку НПУ 93 м, отметку ФПУ 93,2 м, отметку УМО 90,5 м, полный объём 1,54 млн м³, полезный объём 1,52 млн м³, к настоящему времени сильно заилено;
- соединительного канала  длиной 2320 м.

Напорно-станционный узел включает в cебя:
- напорный бассейн, состоящий из аванкамеры и напорной камеры с промывником;
- металлический трёхниточный турбинный водовод, с длиной каждой нитки 147 м и диаметром 4 м;
- здание ГЭС;
- отводящий канал в длиной 400 м в реку Пшиш;
- спрямляющий канал длиной около 1 км на реке Пшиш, с ограждающей дамбой.

В здании ГЭС установлены три вертикальных гидроагрегата, из которых два гидроагрегата мощностью по 24 МВт находятся в эксплуатации. Гидроагрегаты оборудованы радиально-осевыми турбинами РО-45В-265 (ранее были установлены турбины РО-45В-260 производства шведской фирмы Nahab), работающими на расчётном напоре 44,85 м, и гидрогенераторами СВ 525/110-28УХЛ4. Турбины произведены заводом «Тяжмаш», генераторы заводом «Электротяжмаш-Привод». Ещё один гидроагрегат (станционный №2) мощностью 16 МВт выведен из эксплуатации и законсервирован, он оборудован турбиной РО-75/7801-В-270 (производства завода «Тяжмаш») и генератором ВГС 525/119-32 (производства завода «Уралэлектроаппарат»). Выдача электроэнергии с генераторов производится через два трансформатора ТДГ 40500/110/10 и один ТДГ 14000/35, а затем через открытое распределительное устройство (ОРУ) 110/35 кВ — в энергосистему.

## История строительства и эксплуатации
Белореченская ГЭС была спроектирована институтом «Гидропроект» в рамках послевоенной программы по развитию гидроэнергетики, в рамках которой, помимо крупных гидроэлектростанций, возводились средние малые ГЭС местного значения. Строительство станции было начато в 1950 году, первые два гидроагрегата были пущены в 1954 году, в 1955 году после пуска третьего гидроагрегата строительство станции было завершено. Являясь крупнейшей гидроэлектростанцией Краснодарского края, Белореченская ГЭС сыграла существенную роль в развитии региона.
В 2007 году была заменена турбина гидроагрегата № 2, в 2017 году была начата реализация проекта по замене гидроагрегатов № 1 и 3. 24 декабря 2018 года был введён в эксплуатацию новый гидроагрегат № 1, 9 декабря 2019 года — гидроагрегат № 3. В феврале 2020 года был выведен из эксплуатации гидроагрегат № 2, но за счет повышенной мощности новых гидроагрегатов мощность станции осталась неизменной. В 2025 году запланировано проведение работ по переоборудованию проточного тракта выведенного из эксплуатации гидроагрегата №2 в холостой водосброс с монтажом вместо с рабочего колеса гидротурбины контрвихревого гасителя энергии водного потока.